# Chevaux se baignant
Chevaux se baignant (Yuma tu) est une peinture représentant des chevaux avec leurs palefreniers au bord d'une rivière, réalisée à l'encre de Chine et couleurs sur rouleau de soie par l'artiste Chinois Zhao Mengfu. Elle est conservée au musée du Palais à Pékin.

## Description
Le rouleau de soie mesure 28,5 × 154 cm, et est peint à l'encre de Chine rehaussée de couleurs.

Le rouleau en entier.

Le rouleau présente une rivière bordée d'arbres, rappelant une peinture de paysage de Zhao Mengfu, autour de laquelle des chevaux et leurs palefreniers se baignent. Chaque cheval de la peinture est représenté avec une attitude et une couleur unique. Leur encolure est arquée ou tournée, ils hennissent ou baissent la tête, indices de leur pedigree, exprimant de l'énergie. 
Les palefreniers sont représentés dans le style Tang, et présentent une certaine diversité ethnique, cohérente avec l'arrivée au pouvoir de la dynastie Yuan. Par ailleurs, ils s'occupent des chevaux avec une attitude reflétant l'expertise. Le premier cheval visible en déroulant le rouleau (à droite) pourrait être Blanc qui illumine la nuit.
L'eau de la rivière est très claire, cristalline. Quelques bancs d'herbe sont représentés, de même que des rochers et quelques végétaux à feuilles. Cinq arbres solides plongent leurs racines au bord de la rivière.

## Analyse

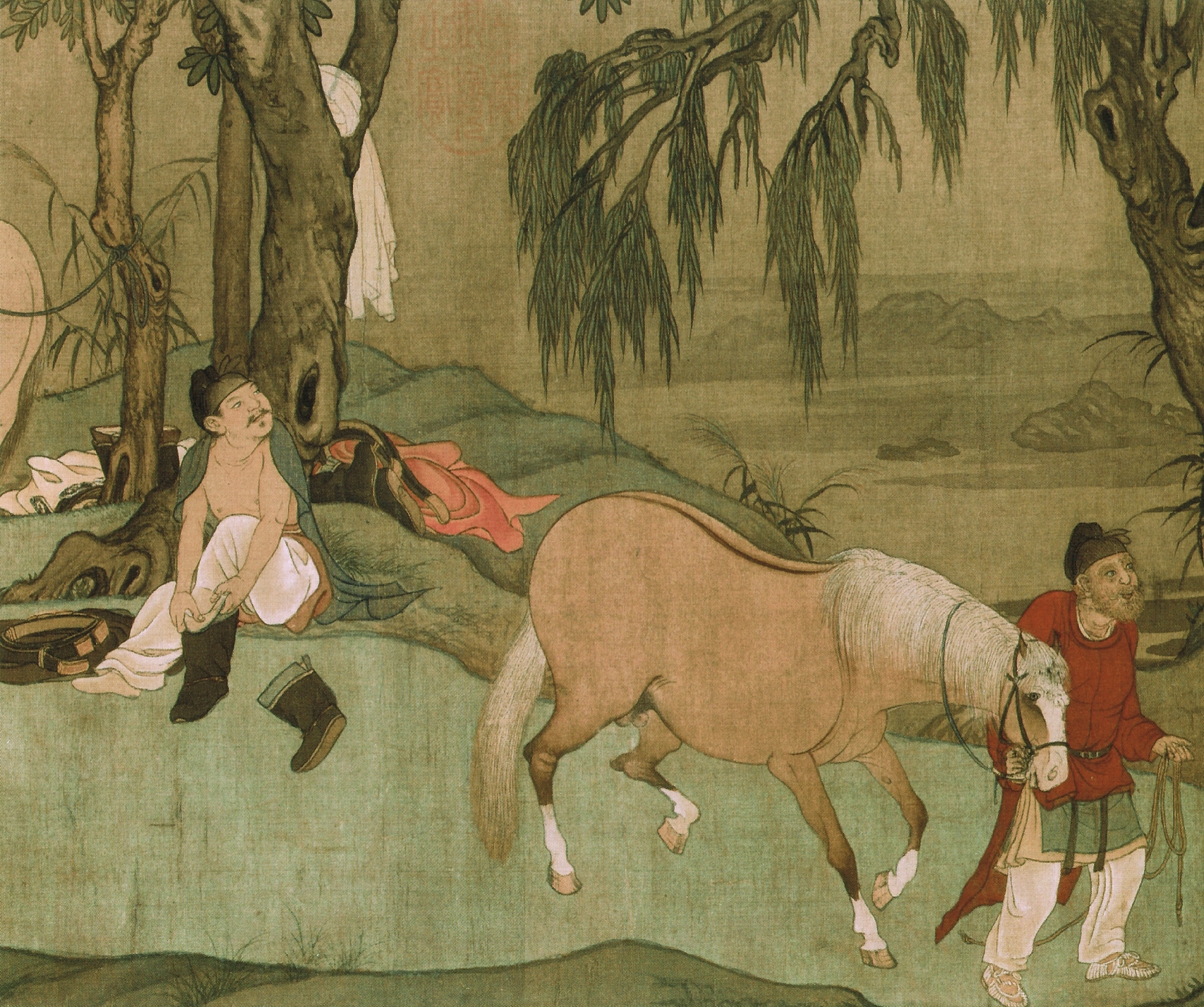
Détail de la partie gauche du rouleau.

Cette peinture offre un bon aperçu de la diversité d'origines des fonctionnaires de la cour impériale des Yuan. La rivière représentée pourrait être la Wowa, réputée pour être le berceau de chevaux-dragon. L'ensemble de la peinture est nettement influencé par le style Tang, en particulier les arbres. Cette peinture est assez proche, par son style, d'une copie de Wei Yan par Li Gonglin, Chevaux pâturant.

## Parcours de la peinture
Cette œuvre est conservée au musée du Palais à Pékin.
En 2014, des timbres chinois à l'effigie de cette peinture ont été émis.